# Sibynes
Sibynes är ett släkte av skalbaggar. Sibynes ingår i familjen vivlar.

## Dottertaxa tillSibynes, i alfabetisk ordning[1]
- Sibynes algirica
- Sibynes amylaceus
- Sibynes arenaria
- Sibynes arenariae
- Sibynes attalica
- Sibynes attalicus
- Sibynes auricollis
- Sibynes beckeri
- Sibynes bilineatus
- Sibynes cana
- Sibynes canus
- Sibynes cervinus
- Sibynes concinnus
- Sibynes cretosparsus
- Sibynes densata
- Sibynes dorsalis
- Sibynes elongatus
- Sibynes femoralis
- Sibynes fugax
- Sibynes fulva
- Sibynes fulvirostris
- Sibynes fulviventris
- Sibynes grisescens
- Sibynes irroratus
- Sibynes jucundus
- Sibynes lepidotus
- Sibynes luteoviridis
- Sibynes multiguttatus
- Sibynes parallela
- Sibynes phalerata
- Sibynes phaleratus
- Sibynes planiuscula
- Sibynes potentillae
- Sibynes primita
- Sibynes primitus
- Sibynes punctirostris
- Sibynes rufirostris
- Sibynes signatus
- Sibynes silenes
- Sibynes sodalis
- Sibynes subelliptica
- Sibynes sublineatus
- Sibynes suturellus
- Sibynes tibialis
- Sibynes tibiella
- Sibynes tibiellus
- Sibynes tychioides
- Sibynes tychoides
- Sibynes unicolor
- Sibynes urbanus
- Sibynes variata
- Sibynes variatus
- Sibynes velutifera
- Sibynes viscariae
- Sibynes vittata
- Sibynes vittatus
- Sibynes zebra